# Anna Bujak
Anna Waga-Popieluch z domu Bujak (ur. 29 kwietnia 1927 w Zakopanem, zm. 3 lutego 2008 tamże) – polska narciarka, z wykształcenia inżynier architekt.

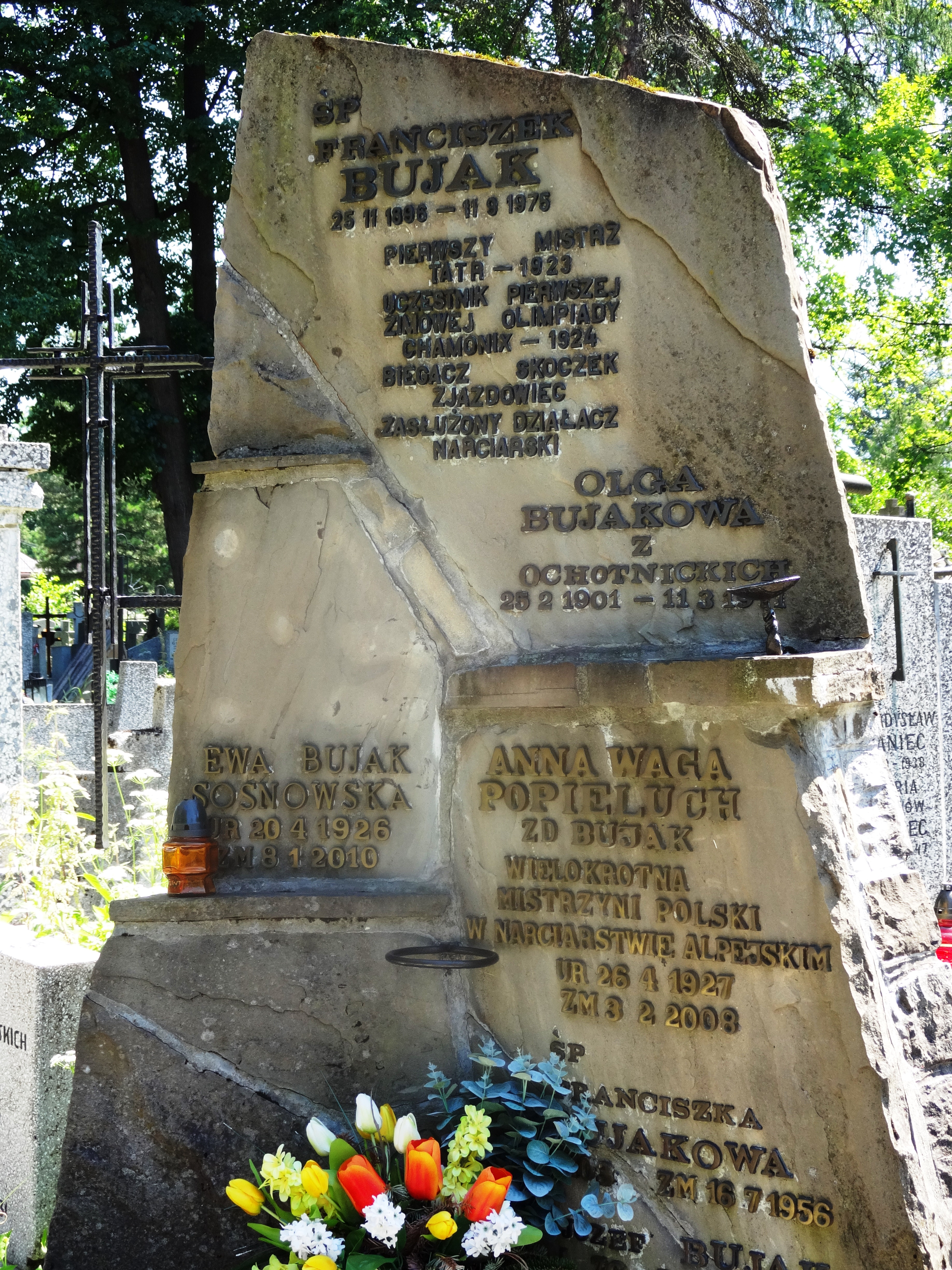
Grób Franciszka Bujaka i m.in. Anny Wagi-Popieluch na Nowym Cmentarzu w Zakopanem

## Życiorys
Anna była córką Franciszka Bujaka, narciarza, który sam wytwarzał sprzęt do realizacji swojej pasji. Wraz z siostrą Ewą należały do zakopiańskiego klubu SN PTT. W 1945 uczestniczyła w pierwszych powojennych zawodach narciarskich, które odbywały się w Suchym Żlebie na Kalatówkach. W marcu 1946 wygrała I Memoriał Bronisława Czecha i Heleny Marusarzówny w kategorii bieg zjazdowy pań. Należała do trzech klubów narciarskich: „SN PTT 1907 Zakopane”, AZS Zakopane oraz „Wisła-Gwardia Zakopane”. Wiele razy zdobywała tytuł mistrzyni Polski:
- zjazd – 1946, 1948, 1950, 1953,
- kombinacja alpejska – 1948,
- slalom gigant – 1953,
- slalom – 1954.

Łącznie startowała przez dwanaście lat, od 1945 do 1957. Ostatni raz wzięła udział w Mistrzostwach Polski w marcu 1959 w Skrzycznem, gdzie w biegu zjazdowym zajęła trzecie miejsce. Równolegle do osiągnięć sportowych zdobywała wykształcenie, ukończyła studia na Wydziale Architektury na Politechnice Krakowskiej im. Tadeusza Kościuszki. Po zakończeniu kariery sportowej zajęła się pracą zawodową związaną z posiadanym wykształceniem.
Została pochowana na Nowym Cmentarzu w Zakopanem(kw. M1-B-13).